# Kistenstöckli
Das Kistenstöckli (rätoromanisch Muot da Rubi) ist ein 2747 m ü. M. hoher Tafelberg in den Glarner Alpen oberhalb des Vorderrheintals in der Schweiz.
Der Berg zeichnet sich durch seine abgeflachte, kistenartige Form aus. Der Gipfel liegt auf der Grenze der Kantone Glarus und Graubünden und bietet Aussicht auf das Val Frisal und den Limmerensee. Am Fuss des Kistenstöcklis befindet sich die Bifertenhütte und in nächster Nähe der Kistenpass.
Die Normalroute von Breil/Brigels aus im Schwierigkeitsgrad T4 ist direkt unterhalb des Gipfels durch Ketten gesichert. Einfacher ist der Aufstieg vom Kistenpass her. Ausserdem kann das Kistenstöckli auf Schuttterrassen umrundet werden.

## Bilder

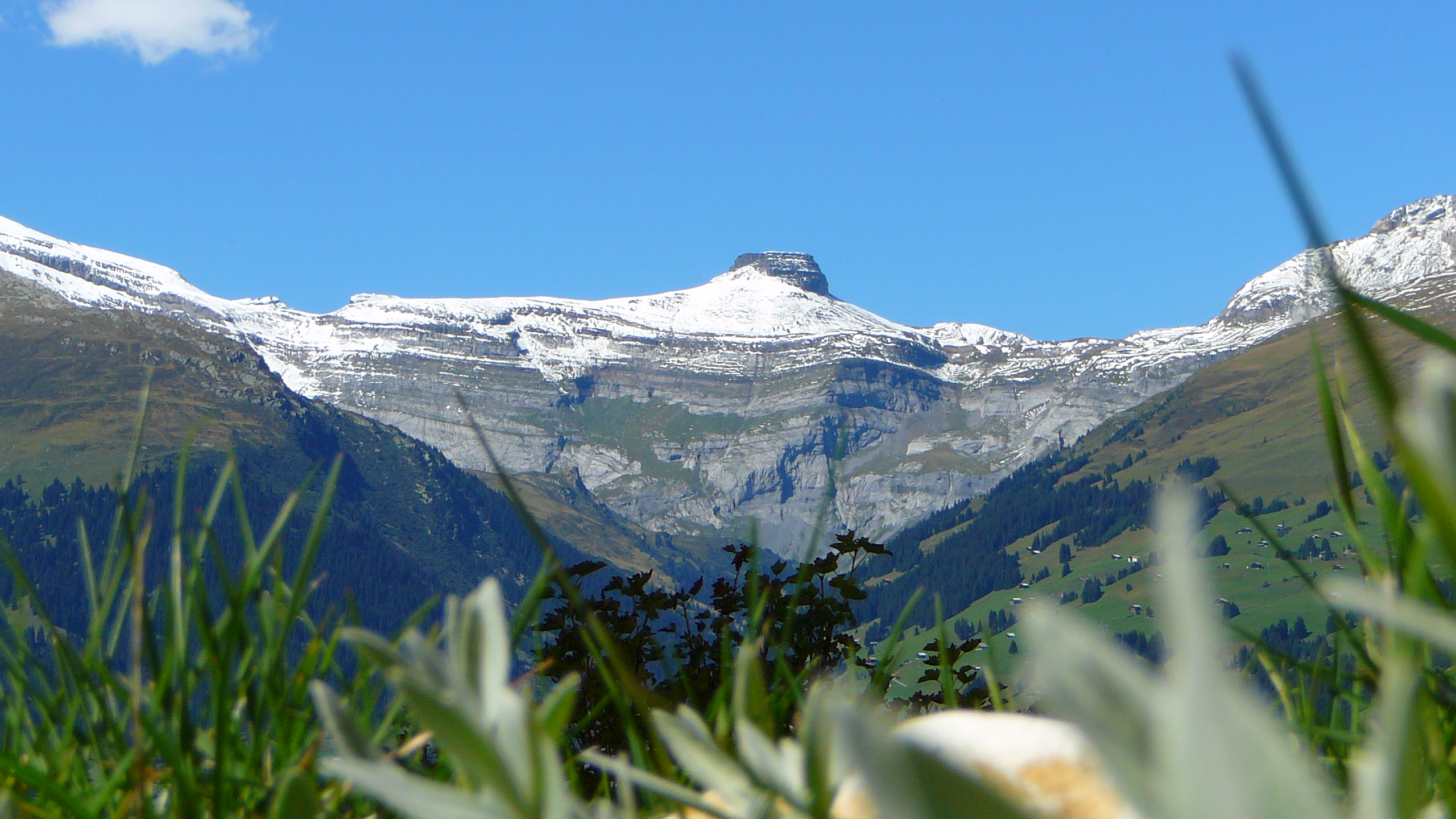
Kistenstöckli von Süden
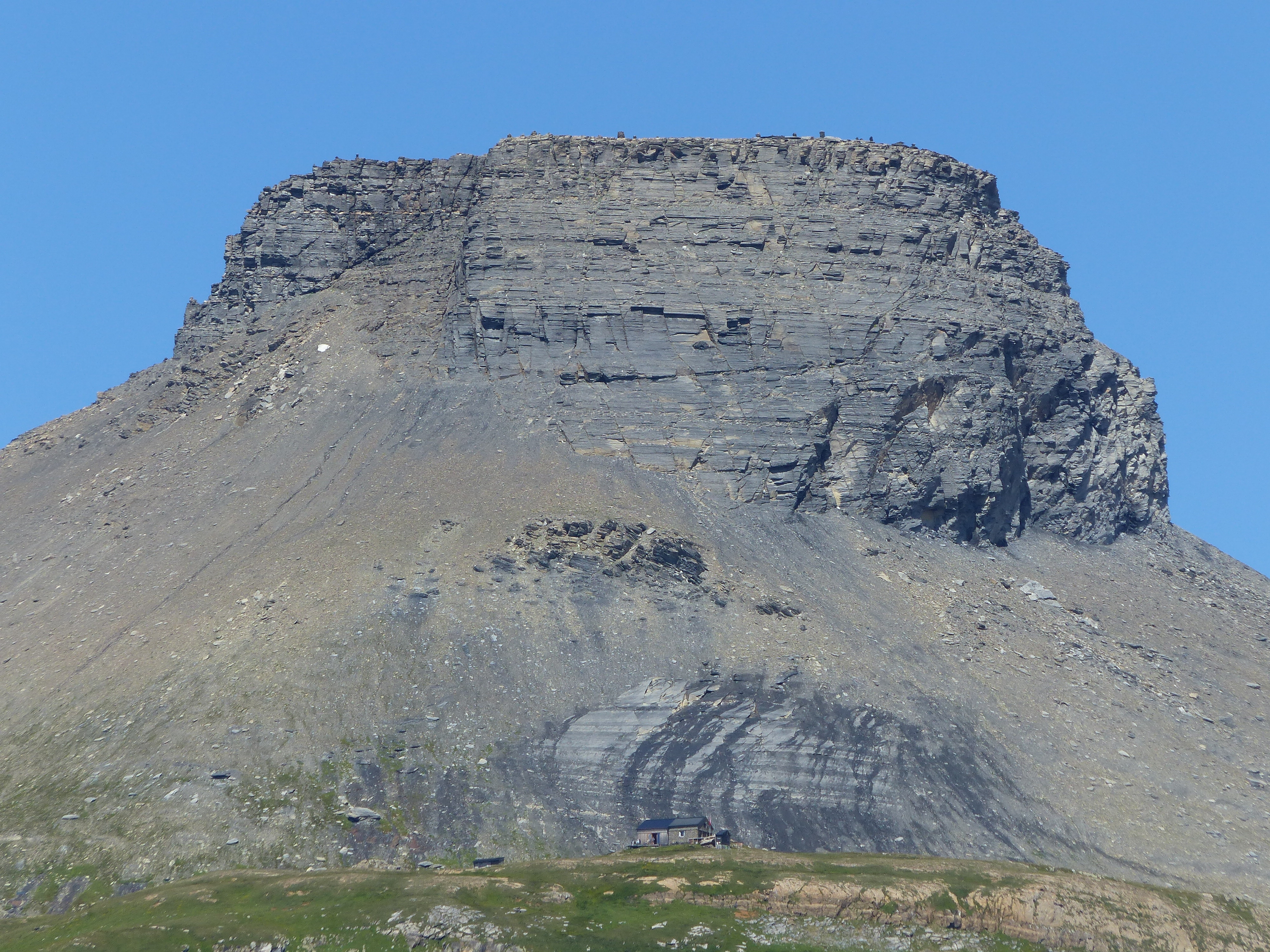
Kistenstöckli mit Bifertenhütte davor
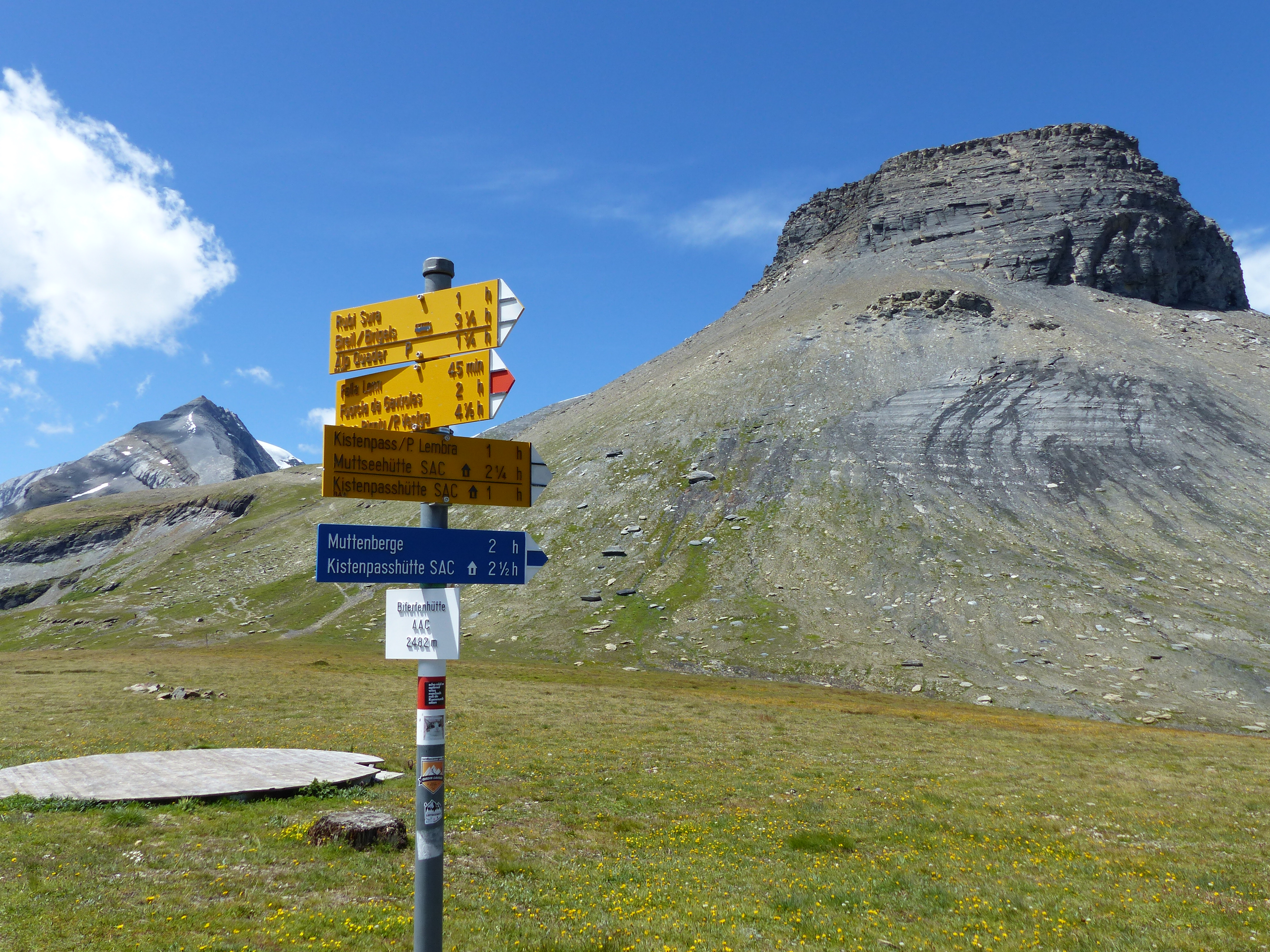
Kistenstöckli von der Bifertenhütte